# Domènec Reixach i Felipe
Domènec Reixach i Felipe (Blanes, La Selva, 1948) és un actor, director i gestor teatral català.
Es va formar i començà la seva carrera com a actor en l'anomenat teatre independent, durant el franquisme. L'any 1975 intervingué en el muntatge Boa constrictor, de Marta Català, i el 1976 formà part del Grup de Teatre de l'Escorpí, i participà en Quiriquibu, de Joan Brossa, i Tirant lo Blanc, dirigit per Josep Anton Codina. Va ser un dels fundadors del Teatre Lliure, on va intervenir com a actor en setze muntatges d'aquest teatre, entre el 1976 i el 1984, liderat en aquell moment per Fabià Puigserver. Entre aquests destaquen Camí de nit, Mahagonny, Leonci i Lena, Titus Andrònic, Hedda Gabler, La nit de les tríbades, La bella Helena, Primera història d'Esther o Els fills del sol, entre d'altres. Entre el 1979 i el 1980 col·laborà amb Els Joglars com a actor a Laetius, i com a director a L'Odissea. També dirigí El giravolt de maig (1988), d'Eduard Toldrà i Josep Carner i Puig-Oriol, i El desengany (1992), de Francesc Fontanella. Com a gestor teatral ha estat coordinador general entre els anys 1985 i 1988, durant l'ètapa d'Hermann Bonnín i Llinàs, i director, entre 1988 i 1998, del Centre Dramàtic de la Generalitat de Catalunya. En el CDGC ha muntat personalment només dos espectacles. La seva gestió al capdavant del CDGC, en la qual ha apostat per la recuperació dels clàssics teatrals catalans i pels nous autors, s'ha caracteritzat pel consens i l'absència de polèmica. El 1998 fou nomenat director del Teatre Nacional de Catalunya, substituint a Josep Maria Flotats en el càrrec. Reixach aconseguiria augmentar l'afluència de públic, i introduir la programació en l'àmbit comarcal i escolar, amb l'èxit de títols com Dissabte, diumenge i dilluns (2002), dirigida per Sergi Belbel i Coslado, o bé Mar i cel, de Dagoll Dagom. L'any 2006 fou substituït al capdavant del TNC per Sergi Belbel i es feu càrrec de la gestió de la productora Grup Focus. L'any 2009 fou nomenat director del Teatre de l'Arxipèlag de Perpinyà en la seva versió preliminar, i fou confirmat en el càrrec com a director general el maig del 2011 amb la perspectiva de la inauguració de la institució i les seus definitives a l'octubre del mateix any. Aquest càrrec l'ocuparia fins al juliol del 2015. Entre els actius de Reixach al capdavant del Teatre de l'Arxipèlag cal destacar l'organització del Festival de Música Sacra de Perpinyà. L'any 2005 és nomenat pel Ministeri de Cultura del govern francès "Chevalier des Arts et Lettres".